# Serramenti PVC Diquigiovanni-Androni Giocattoli 2008
Questa voce raccoglie le informazioni riguardanti la Serramenti PVC Diquigiovanni-Androni Giocattoli nelle competizioni ufficiali della stagione 2008.

## Organico

### Staff Tecnico
TM=Team Manager; DS=Direttore Sportivo.
|  | Naz.              | Ruolo | Sportivo        |  |  |  |
|  | ----------------- | ----- | --------------- |  |  |  |
|  | Italia (bandiera) | GM    | Gianni Savio    |  |  |  |
|  | Italia (bandiera) | DS    | Marco Bellini   |  |  |  |
|  | Italia (bandiera) | DS    | Giovanni Ellena |  |  |  |

### Rosa
|  | Naz.                 |  | Sportivo              | Anno |  |  |
|  | -------------------- |  | --------------------- | ---- |  |  |
|  | Italia (bandiera)    |  | Santo Anzà            | 1980 |  |  |
|  | Svezia (bandiera)    |  | Niklas Axelsson       | 1972 |  |  |
|  | Italia (bandiera)    |  | Manuel Belletti       | 1985 |  |  |
|  | Italia (bandiera)    |  | Alessandro Bertolini  | 1971 |  |  |
|  | Italia (bandiera)    |  | Denis Bertolini       | 1977 |  |  |
|  | Svizzera (bandiera)  |  | Roger Beuchat         | 1972 |  |  |
|  | Italia (bandiera)    |  | Johnny Cattaneo       | 1981 |  |  |
|  | Spagna (bandiera)    |  | Roberto Cobo Gonzalez | 1982 |  |  |
|  | Italia (bandiera)    |  | Emiliano Donadello    | 1983 |  |  |
|  | Italia (bandiera)    |  | Francesco Ginanni     | 1985 |  |  |
|  | Germania (bandiera)  |  | Danilo Hondo          | 1974 |  |  |
|  | Italia (bandiera)    |  | Raffaele Iliano       | 1977 |  |  |
|  | Moldavia (bandiera)  |  | Ruslan Ivanov         | 1973 |  |  |
|  | Italia (bandiera)    |  | Gabriele Missaglia    | 1970 |  |  |
|  | Italia (bandiera)    |  | Leonardo Moser        | 1984 |  |  |
|  | Italia (bandiera)    |  | Daniele Nardello      | 1972 |  |  |
|  | Venezuela (bandiera) |  | Carlos Ochoa          | 1980 |  |  |
|  | Venezuela (bandiera) |  | Richard Ochoa         | 1984 |  |  |
|  | Venezuela (bandiera) |  | Jackson Rodríguez     | 1985 |  |  |
|  | Svizzera (bandiera)  |  | Nazareno Rossi        | 1985 |  |  |
|  | Italia (bandiera)    |  | Michele Scarponi      | 1979 |  |  |
|  | Colombia (bandiera)  |  | José Serpa            | 1979 |  |  |
|  | Italia (bandiera)    |  | Gilberto Simoni       | 1971 |  |  |
|  | Italia (bandiera)    |  | Luca Solari           | 1979 |  |  |
|  | Italia (bandiera)    |  | Fabio Taborre         | 1985 |  |  |
|  | Italia (bandiera)    |  | Roberto Traficante    | 1984 |  |  |

## Palmarès

### Corse a tappe
- Brixia Tour

4ª tappa (Santo Anzaà)
Classifica generale (Santo Anzaà)
- Settimana Ciclistica Lombarda

2ª tappa (Niklas Axelsson)
- Giro d'Italia

11ª tappa (Alessandro Bertolini)
- Tirreno-Adriatico

2ª tappa (Raffaele Illiano)
- Tour de Langkawi

4ª tappa (Danilo Hondo)
6ª tappa (José Serpa)
Classifica generale (Ruslan Ivanov)
- Tour of San Luis

4ª tappa (Carlos José Ochoa)
- Volta ao Alentejo

1ª tappa (Jackson Rodriguez)
- Clásico Ciclisto Banfoandes

1ª tappa (Manuel Belletti)
6ª tappa (José Serpa)
7ª tappa (José Serpa)
Classifica generale (José Serpa)
- Vuelta a Venezuela

2ª tappa (Jackson Rodriguez)
5ª tappa (Carlos José Ochoa)
7ª tappa (Carlos José Ochoa)
9ª tappa (José Serpa)
Classifica generale (Carlos José Ochoa)
- Vuelta a Bramon

3ª tappa (Jackson Rodriguez)
- Vuelta a la Indipendencia Nacional

5ª tappa (Jackson Rodriguez)
7ª tappa (Carlos José Ochoa)
8ª tappa (Carlos José Ochoa)
Classifica generale (Carlos José Ochoa)

### Corse in linea
- Solleroloppet (Niklas Axelsson)
- Giro dell'Appennino (Alessandro Bertolini)
- Giro del Veneto (Francesco Ginanni)
- Gran Premio Industria Commercio Artigianato Carnaghese (Francesco Ginanni)
- Tre Valli Varesine (Francesco Ginanni)
- Trofeo Salvatore Morucci (Fabio Taborre)

## Classifiche UCI

### UCI Europe Tour
Individuale
Piazzamenti dei corridori della Diquigiovanni-Androni Giocattoli nella classifica dell'UCI Europe Tour 2008.
| Pos. | Ciclista          | Punti |
| ---- | ----------------- | ----- |
| 8    | Francesco Ginanni | 407,4 |
| 39   | Niklas Axelsson   | 218   |

Squadra
La Diquigiovanni-Androni Giocattoli chiuse in ottava posizione con 1137,6 punti.

### UCI Asia Tour
Individuale
Piazzamenti dei corridori della Diquigiovanni-Androni Giocattoli nella classifica dell'UCI Asia Tour 2008.
| Pos. | Ciclista           | Punti |
| ---- | ------------------ | ----- |
| 11   | Ruslan Ivanov      | 129   |
| 48   | Jackson Rodríguez  | 51    |
| 90   | José Serpa         | 28    |
| 98   | Emiliano Donadello | 25    |
| 118  | Danilo Hondo       | 20    |
| 167  | Gabriele Missaglia | 13    |
| 242  | Carlos Ochoa       | 7     |

Squadra
La Diquigiovanni-Androni Giocattoli chiuse in sesta posizione con 273 punti.

### UCI America Tour
Individuale
Piazzamenti dei corridori della Diquigiovanni-Androni Giocattoli nella classifica dell'UCI America Tour 2008.
| Pos. | Ciclista          | Punti |
| ---- | ----------------- | ----- |
| 4    | Carlos Ochoa      | 198   |
| 102  | Jackson Rodríguez | 31    |
| 130  | Richard Ochoa     | 25    |
| 134  | José Serpa        | 24    |
| 183  | Manuel Belletti   | 15    |

Squadra
La Diquigiovanni-Androni Giocattoli chiuse in sesta posizione con 293 punti.